# Odeh Ogar
Odeh Ogar, ou Odey Ogar, né le 1er octobre 1981,  est un footballeur international nigérian. Il évolue au poste de défenseur à l'Enyimba International Football Club, un club nigérian de football situé à Aba.